# Bernard Casoni
Bernard Casoni (ur. 4 września 1961 w Cannes) – francuski piłkarz, od 2021 trener klubu Mouloudia Wadżda.
W swojej karierze grał dla Olympique Marsylia oraz reprezentacji Francji na Mistrzostwach Europy w 1992.

## Osiągnięcia
- Mistrz Francji z Olympique w 1991 i 1992,
- Finalista Pucharu Europy Mistrzów Krajowych z Olympique w 1991
- Triumfator Ligi Mistrzów z Olympique w 1993